# 陳 (南朝)
陳朝（557年11月16日－589年2月10日），又稱南陳、南朝陳，是中國歷史上南北朝時期南朝的最後一個朝代，由陳霸先代梁所建立，以建康（今南京）為首都。
陳朝立國時，巴、蜀、漢中已為北周所有，長江以北大部分被北齊所據，即使在巴蜀之東，長江以南的狹小地區，因當地存在著蕭梁的殘餘勢力和各據一方的地方豪強，境內尚沒有完全統一。陳霸先平定廣州，其侄陳文帝陳蒨又打敗王琳，逐步穩定了在長江以南、巴蜀以東轄區內的統治。
由於侯景之亂的緣故，梁朝受到的破壞極其之大，百廢待興。導致陳朝建立時，已經出現南朝轉弱，北朝轉強的局面。南朝已失去不少領土，到陳朝時，雖然北朝分裂為西魏與東魏（後被北周及北齊取代），長江以北為北齊所佔，西南（四川）被北周所佔，只能依靠長江天險維持南北對峙的局面。
陳朝在經濟文化上比較發達，除了陳後主以外的幾位君王也都算得上明主，比起南朝其他三個朝代而言政治情勢較為穩定，但在軍事上卻已難以與北方抗衡，即使北方已分裂為北周及北齊，而且北齊皇帝多為殘暴之君，北周由於宇文護專權之故，政治情勢在武帝親政之前也一直不是十分安定，但在武力上南方仍然望塵莫及。

## 國號
陳朝是中國歷史上唯一一個皇帝的姓氏與國號相同的朝代。陳朝國號來自陳霸先即位前被封的陳公、陳王，但陳王的封號來源又有二說，一說認為來自陳王封地中排第一郡的陳留郡；另一說為陳霸先的陳姓可能為聖人舜後裔，故梁敬帝封其為陳公。

## 歷史

### 陳霸先建陳
梁太平二年十月初六日（557年11月12日）梁敬帝蕭方智禪位當時已為陳王的陳霸先，陳霸先於是在永定元年十月初十日（557年11月16日）稱帝，建立陳朝。

### 天嘉小康
陈朝刚建立时（557年）面临北朝的入侵，形势十分危急。陈朝开国皇帝陈霸先带领军队一举击败敌军，形势有所好转。陳霸先於559年病逝，其侄陳文帝陳蒨即位，先後消滅各地的割據勢力，并大力革除前朝蕭梁的奢侈之風，使陳朝政治稍為安定。天康元年（566年），文帝死，遺詔太子陳伯宗繼位，568年被文帝弟陳宣帝陈顼以陈霸先章太后的名义所廢。宣帝繼續實行文帝時輕徭薄賦之策，使江南經濟逐漸恢復。

### 太建北伐
到了陳宣帝時試圖結好北周，夾擊北齊。太建四年（572年），周陳互派使者。翌年的兩年內，陳宣帝以吳明徹為征討大都督，統兵十萬北伐攻打北齊，佔領淮、陰、泗諸城。王琳等忠于南梁的势力和熊昙朗、周迪、留异、陈宝应等在梁末崛起的半独立势力也相继被消灭。
太建九年（577年），北周滅北齊。翌年，周陳在呂梁展開激戰，陳敗周勝，吳明徹被俘，淮南之地得而復失，江北州郡盡為北周所有，恢復南北隔江對峙的被動局面。

### 隋滅陳
太建十四年正月初十日（582年2月17日），陳宣帝病逝。太建十四年正月十一日（582年2月18日），始興王陳叔陵造反失敗，被殺。太建十四年正月十三日（582年2月20日），太子陳叔寶繼位，是為後主。陳後主不問政事，荒於酒色，陳朝政治江河日下，後主亦自恃長江天險不思進取，被動固守。至於北朝，建立隋朝的隋文帝積極準備滅陳。禎明三年正月二十日（589年2月10日），陳後主被隋將韓擒虎俘虜，陳朝最後被北方的隋朝在南征之戰中所滅，南北統一。

## 人口
唐朝人杜祐《通典》所載：
- 陳宣帝太建七年（575年），含暫時收復的江淮地區，戶六十萬。
- 陳叔寶禎明三年（589年），則戶五十萬，人口約二百萬。

## 文化
首都建康為重要的文化、政治、宗教中心，吸引東南亞、印度的商人及僧侶前來。南朝文化在梁朝时达到巅峰，经历了侯景之乱的文化洗劫，到陳朝时已经进入尾声。文学方面以徐陵为文宗，有文学集《玉台新咏》传世，其中最著名篇章《孔雀东南飞》。艺术方面以姚最的评论《续画品录》影响最大。

## 君主

### 君主列表
| 肖像 | 廟號 | 謚號     | 尊號 | 名諱   | 在世時間                     | 在位時間                     | 年號及使用時間 | 年號及使用時間 | 陵寢   |
| ---- | ---- | -------- | ---- | ------ | ---------------------------- | ---------------------------- | -------------- | -------------- | ------ |
| —    | 太祖 | 景皇帝   | —    | 陳文贊 | ？－？                       | —                            | —              | —              | 瑞陵   |
|      | 高祖 | 武皇帝   | —    | 陳霸先 | 503年－559年6月26日          | 557年11月12日－559年6月26日  | 永定           | 557年－559年   | 萬安陵 |
|      | 世祖 | 文皇帝   | —    | 陳蒨   | 522年－566年12月26日         | 559年6月26日－566年12月26日  | 天嘉           | 560年－566年   | 永寧陵 |
| 天康 | 世祖 | 文皇帝   | —    | 陳蒨   | 522年－566年12月26日         | 559年6月26日－566年12月26日  | 566年          |                | 永寧陵 |
|      | —    | —        | —    | 陳伯宗 | 552年6月20日－570年4月22日   | 566年12月30日－568年11月24日 | 光大           | 567年－568年   | —      |
|      | 高宗 | 孝宣皇帝 | —    | 陳頊   | 530年8月14日－582年2月17日   | 569年2月5日 - 582年2月17日   | 太建           | 569年－582年   | 顯寧陵 |
|      | —    | —        | —    | 陳叔寶 | 553年12月10日－604年12月16日 | 582年2月20日－589年2月10日   | 至德           | 583年－587年   | —      |
| 禎明 | —    | —        | —    | 陳叔寶 | 553年12月10日－604年12月16日 | 582年2月20日－589年2月10日   | 587年－589年   |                | —      |

### 君主世系图
|                               |                               |                               |                               |                               |                               |  |  |                               |                               |                               |                               |                               |                               | 过继 |  |  |  |  |  |  |  |  |  |  |  |  |  |
| 陈景帝 陈文赞                 |                               |                               |                               |                               |                               |  |  |                               |                               |                               |                               |                               |                               |      |  |  |  |  |  |  |  |  |  |  |  |  |  |
|                               |                               |                               |                               |                               |                               |  |  |                               |                               |                               |                               |                               |                               |      |  |  |  |  |  |  |  |  |  |  |  |  |  |
|                               |                               |                               |                               |                               |                               |  |  |                               |                               |                               |                               |                               |                               |      |  |  |  |  |  |  |  |  |  |  |  |  |  |
| 始兴昭烈王 陈道谭             | 始兴昭烈王 陈道谭             | 始兴昭烈王 陈道谭             | 始兴昭烈王 陈道谭             | 始兴昭烈王 陈道谭             | 始兴昭烈王 陈道谭             |  |  | 陈武帝 陈霸先 503-557-559     | 陈武帝 陈霸先 503-557-559     | 陈武帝 陈霸先 503-557-559     | 陈武帝 陈霸先 503-557-559     | 陈武帝 陈霸先 503-557-559     | 陈武帝 陈霸先 503-557-559     |      |  |  |  |  |  |  |  |  |  |  |  |  |  |
| 始兴昭烈王 陈道谭             | 始兴昭烈王 陈道谭             | 始兴昭烈王 陈道谭             | 始兴昭烈王 陈道谭             | 始兴昭烈王 陈道谭             | 始兴昭烈王 陈道谭             |  |  | 陈武帝 陈霸先 503-557-559     | 陈武帝 陈霸先 503-557-559     | 陈武帝 陈霸先 503-557-559     | 陈武帝 陈霸先 503-557-559     | 陈武帝 陈霸先 503-557-559     | 陈武帝 陈霸先 503-557-559     |      |  |  |  |  |  |  |  |  |  |  |  |  |  |
|                               |                               |                               |                               |                               |                               |  |  |                               |                               |                               |                               |                               |                               |      |  |  |  |  |  |  |  |  |  |  |  |  |  |
|                               |                               |                               |                               |                               |                               |  |  |                               |                               |                               |                               |                               |                               |      |  |  |  |  |  |  |  |  |  |  |  |  |  |
|                               |                               |                               |                               |                               |                               |  |  |                               |                               |                               |                               |                               |                               |      |  |  |  |  |  |  |  |  |  |  |  |  |  |
| 陈文帝 陈蒨 522-559-566       | 陈文帝 陈蒨 522-559-566       | 陈文帝 陈蒨 522-559-566       | 陈文帝 陈蒨 522-559-566       | 陈文帝 陈蒨 522-559-566       | 陈文帝 陈蒨 522-559-566       |  |  | 陈孝宣帝 陈顼 530-568-582     | 陈孝宣帝 陈顼 530-568-582     | 陈孝宣帝 陈顼 530-568-582     | 陈孝宣帝 陈顼 530-568-582     | 陈孝宣帝 陈顼 530-568-582     | 陈孝宣帝 陈顼 530-568-582     |      |  |  |  |  |  |  |  |  |  |  |  |  |  |
| 陈文帝 陈蒨 522-559-566       | 陈文帝 陈蒨 522-559-566       | 陈文帝 陈蒨 522-559-566       | 陈文帝 陈蒨 522-559-566       | 陈文帝 陈蒨 522-559-566       | 陈文帝 陈蒨 522-559-566       |  |  | 陈孝宣帝 陈顼 530-568-582     | 陈孝宣帝 陈顼 530-568-582     | 陈孝宣帝 陈顼 530-568-582     | 陈孝宣帝 陈顼 530-568-582     | 陈孝宣帝 陈顼 530-568-582     | 陈孝宣帝 陈顼 530-568-582     |      |  |  |  |  |  |  |  |  |  |  |  |  |  |
| 陈废帝 陈伯宗 554-566-568-570 | 陈废帝 陈伯宗 554-566-568-570 | 陈废帝 陈伯宗 554-566-568-570 | 陈废帝 陈伯宗 554-566-568-570 | 陈废帝 陈伯宗 554-566-568-570 | 陈废帝 陈伯宗 554-566-568-570 |  |  | 陈后主 陈叔宝 553-582-589-604 | 陈后主 陈叔宝 553-582-589-604 | 陈后主 陈叔宝 553-582-589-604 | 陈后主 陈叔宝 553-582-589-604 | 陈后主 陈叔宝 553-582-589-604 | 陈后主 陈叔宝 553-582-589-604 |      |  |  |  |  |  |  |  |  |  |  |  |  |  |

### 引用
1. ↑  張豈之; 王子今; 方光華. . 中華民國: 五南圖書出版股份有限公司. 2001年12月31日: 第409頁. ISBN 9789571128702. （原始内容存档于2022年3月13日） （中文）. 陳朝立國時，巴、蜀、漢中已為北周所有，長江以北大部分被北齊所據，即使在巴蜀之東，長江以南的狹小地區，因當地存在著蕭梁的殘餘勢力和各據一方的地方豪強，境內尚沒有完全統一。陳霸先平定廣州，其侄陳蒨（文帝）又打敗王琳，逐步穩定了在長江以南、巴蜀以東轄區內的統治。
2. ↑  徐俊. . 中華人民共和國: 華中師範大學出版社. 2000年11月1日: 第151頁. ISBN 7562222770 （中文）. 以帝王姓氏為「國號」，是陳霸先妄圖建立陳氏一統天下的反映。在中國古代史上，姓氏和國號為一，僅霸先一人，或南朝陳一朝。
3. ↑  姚思廉.  （中文）. 今授公相國，以南豫州之陳留、南丹陽、宣城，揚州之吳興、東陽、新安、新寧，南徐州之義興，江州之鄱陽、臨川十郡，封公為陳公。
4. ↑  胡三省.  （中文）. 武帝既有功於梁，自以為姓出於陳，自吳興郡公進封陳公；及受命，國遂號曰陳。
5. ↑  林寶.  （中文）. 陳：媯姓，舜後，胡公滿受封於陳，後為楚所滅，以國為氏。秦有陳涉、陳嬰，漢丞相曲逆侯陳平也
6. ↑  姚思廉.  （中文）. 辛未，梁帝禪位於陳……
7. ↑  姚思廉.  （中文）. 永定元年冬十月乙亥，高祖即皇帝位于南郊……
8. ↑   姚思廉.  （中文）. 十四年正月甲寅，高宗崩。乙卯，始興王叔陵作逆，伏誅。丁巳，太子即皇帝位于太極前殿。詔曰：「上天降禍，大行皇帝奄棄萬國，攀號擗踴，無所迨及。朕以哀煢，嗣膺寶歷，若涉巨川，罔知攸濟，方賴群公，用匡寡薄。思播遺德，覃被億兆，凡厥遐邇，咸與惟新。可大赦天下。在位文武及孝悌力田為父後者，並賜爵一級。孤老鰥寡不能自存者，賜穀人五斛、帛二匹。」
9. ↑  《通典》卷7：陳武帝，荊州之西，既非我有，淮肥之內，力不能加。宣帝勤恤人隱，時稱令主，閱其本史，戶六十萬。而末年窮兵黷武，遠事經略，吳明徹全軍隻輪不返，銳卒利器，從此殲焉。至後主滅亡之時，隋家所收戶五十萬，口二百萬。
10. ↑  《隋書》卷29：逮于陳氏，土宇彌蹙，西亡蜀、漢，北喪淮、肥，威力所加，不出荊、揚之域。州有四十二，郡唯一百九，縣四百三十八，戶六十萬。
11. ↑  藝術與建築索引典—陳[永久] 於2011 年4 月1 日查閱
12. 1 2  姚思廉.  （中文）. 辛巳，追尊皇考曰景皇帝，廟號太祖；皇妣董太夫人曰安皇后。追謚前夫人錢氏號為昭皇后，世子克為孝懷太子。立夫人章氏為皇后。
13. 1 2  姚思廉.  （中文）. 秋八月甲午，群臣上謚曰武皇帝，廟號高祖。
14. 1 2  姚思廉.  （中文）. 六月甲子，群臣上謚曰文皇帝，廟號世祖。
15. 1 2  姚思廉.  （中文）. 二月辛卯，上謚孝宣皇帝，廟號高宗。